# Robert Newton
Robert Newton (Shaftesbury, 1º giugno 1905 – Beverly Hills, 25 marzo 1956) è stato un attore inglese.

## Biografia
Figlio del pittore Algernon Newton, nacque a Shaftesbury, nel Dorset, e fu educato presso la Newbury Grammar School, poi a Penzance (Cornovaglia) e infine in Svizzera. Fece la sua prima apparizione sul palcoscenico nel 1920, all'età di 15 anni, in Enrico VI, presso il Birmingham Repertory Theatre, mentre debuttò a Londra nel West End, al Theatre Royal Drury Lane, nel giugno 1924 con la pièce London Life, cui seguirono nel 1929 Hugh Devon nell'operetta Bitter Sweet di Noël Coward al His Majesty's Theatre di Londra con Alan Napier (noto come Alfred Pennyworth, il maggiordomo di Batman) e Austin Trevor (noto come detective Hercule Poirot), e l'Amleto portato in scena all'Old Vic da Laurence Olivier, in cui Newton interpretò il ruolo di Horatio. Dopo queste prime esperienze si trasferì in Canada, lavorando per un certo periodo in un ranch. Insoddisfatto, ritornò al teatro e, nel 1931, esordì a New York con la commedia Private Lives di Noel Coward, ereditando il ruolo da Laurence Olivier. Ritornò nuovamente in Inghilterra, dove dal 1932 al 1934 diresse lo Schilling Theater di Fulham, debuttando sul grande schermo con il film Reunion (1932).
Nei vent'anni successivi, Newton fu uno dei migliori e più apprezzati attori di carattere inglesi. Le sue peculiarità fisiche (carnagione scura, occhi torvi e fisico imponente) furono per anni bersaglio ideale dei caricaturisti ma gli permisero di interpretare una grande varietà di personaggi dalle caratteristiche contraddittorie, come l'astuzia volpina e la più incredibile stupidità, risultando in entrambi i casi straordinariamente credibile. Dopo un primo ruolo di rilievo nel dramma storico Elisabetta d'Inghilterra (1937), Newton inaugurò una serie di caratterizzazioni sia in parti di villain che in ruoli più sottili e sofferti, come il virtuoso e professionale agente Jem Trahearne ne La taverna della Giamaica (1939) di Alfred Hitchcock, il mite e sensibile capofamiglia nel dramma La famiglia Gibbon (1944) di David Lean, e l'onesto segnalatore Bert Mallison ne Il porto delle tentazioni (1947), in cui viene irretito da Simone Simon e si trova alle prese con una cospicua somma di provenienza furtiva.

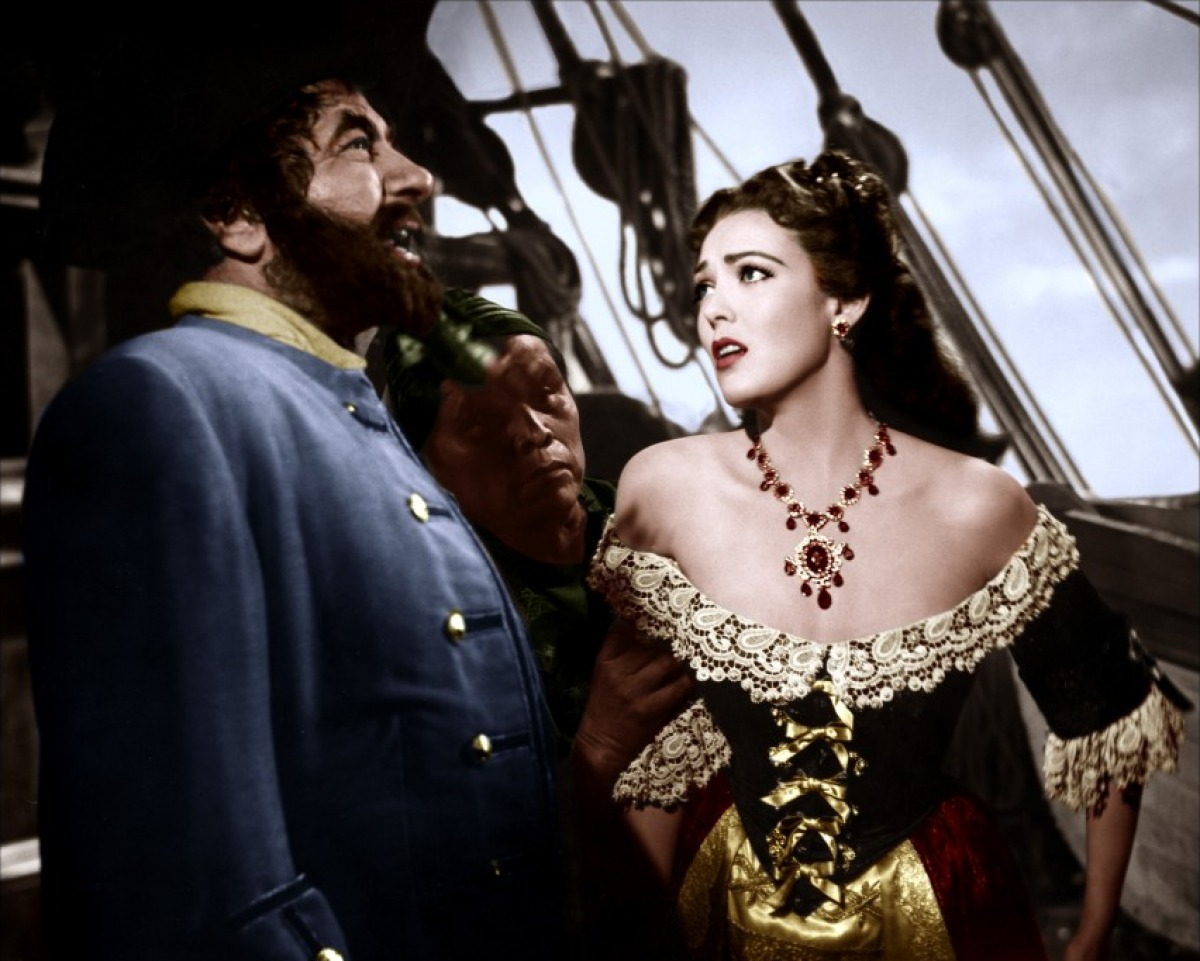
con Linda Darnell nel film Il pirata Barbanera (1952)

Ma fu nei personaggi ruffiani e tendenzialmente negativi che Newton dimostrò la sua maggiore versatilità. Nel 1948 interpretò il crudele Bill Sykes ne Le avventure di Oliver Twist (1948) di David Lean, mentre due anni più tardi affrontò il suo ruolo più memorabile ne L'isola del tesoro (1950) di Byron Haskin, versione prodotta dalla Walt Disney Productions, in cui vestì i panni di Long John Silver e ne fece un indimenticabile ritratto, divenuto presto lo standard ispiratore di successivi analoghi personaggi di pirata apparsi sul grande schermo. Con la sua voce roboante e il suo marcato accento del West Country, Newton riprese il personaggio di Long John Silver nel sequel Il ciclone dei Caraibi (1954), e successivamente in una serie televisiva per la TV australiana, The Adventures of Long John Silver (1955), di cui furono girati 26 episodi. In contrapposizione a queste caratterizzazioni istrioniche, Newton fu comunque in grado di mostrare controllo e grande sottigliezza di interprete, come nei ruoli di James Brodie, protagonista de Il castello del cappellaio (1941), tratto dall'omonimo romanzo di A.J. Cronin, del Dottor Arnold, l'insegnante del film Tom Brown's Schooldays (1951), e del coscienzioso Ispettore Javert ne I miserabili (1952).
Nel 1956 Newton interpretò un altro ruolo di rilievo ne Il giro del mondo in 80 giorni (1956) di Michael Anderson, in cui gli venne affidata la parte del pomposo Ispettore Fix, l'ottuso investigatore che dà la caccia a Phileas Fogg (David Niven). Il film, che ottenne un successo mondiale, fu l'ultima apparizione sullo schermo di Newton. Afflitto da una dipendenza dall'alcool divenuta cronica e ormai autodistruttiva, che ne esasperava sempre più il comportamento eccentrico e le stravaganze sul set, e incurante dei ripetuti ammonimenti medici, l'attore fu colpito da un attacco di cuore poco dopo la fine delle riprese e morì il 25 marzo 1956, all'età di cinquant'anni.

## Vita privata
Sposato quattro volte, Robert Newton ebbe tre figli: Sally (nata nel 1930 dalla prima unione con Petronella Walton), Nicholas (nato nel 1950 dal terzo matrimonio con Natalie Newhouse) e Kim (nata nel 1953 dall'unione con la quarta moglie, Vera Budnik).
Newton venne inizialmente sepolto al Westwood Village Memorial Park Cemetery di Los Angeles. Alcuni anni più tardi il figlio Nicholas riportò le ceneri del padre in Inghilterra, disperdendole nelle acque della Mounts Bay (Cornovaglia), presso la località di Lamorna, dove l'attore trascorse un periodo della sua infanzia.

## Filmografia

### Cinema
- Reunion, regia di Ivar Campbell (1932)
- I, Claudius, regia di Josef von Sternberg (1937) (incompiuto)
- Elisabetta d'Inghilterra (Fire Over England), regia di William K. Howard (1937)
- Le tre spie (Dark Journey), regia di Victor Saville (1937)
- Sei ore a terra (Farewell Again), regia di Tim Whelan (1937)
- Il delatore (The Squeaker), regia di William K. Howard (1937)
- Al pappagallo verde (The Green Cockatoo), regia di William Cameron Menzies (1937)
- Il vagabondo dell'isola (Vessel of Wrath), regia di Erich Pommer (1938)
- Yellow Sands, regia di Herbert Brenon (1938)
- Dead Men are Dangerous, regia di Harold French (1939)
- La taverna della Giamaica (Jamaica Inn), regia di Alfred Hitchcock (1939)
- Poison Pen, regia di Paul L. Stein (1939)
- Hell's Cargo, regia di Harold Huth (1939)
- Channel Incident, regia di Anthony Asquith (1940) (cortometraggio)
- Fatalità (21 Days), regia di Basil Dean (1940)
- Gaslight, regia di Thorold Dickinson (1940)
- Tragica luna di miele (Busman's Honeymoon), regia di Arthur B. Woods (1940)
- Bulldog Sees It Through, regia di Harold Huth (1940)
- Il maggiore Barbara (Major Barbara), regia di Gabriel Pascal (1941)
- Il castello del cappellaio (Hatter's Castle), regia di Lance Comfort (1942)
- A Battle for a Bottle, regia di Alec Geiss (1942) (voce, non accreditato)
- They Flew Alone, regia di Herbert Wilcox (1942)
- La famiglia Gibbon (This Happy Breed), regia di David Lean (1944)
- Enrico V (The Chronicle History of King Henry the Fift with His Battell Fought at Agincourt in France), regia di Laurence Olivier (1944)
- Night Boat to Dublin, regia di Lawrence Huntington (1946)
- Fuggiasco (Odd Man Out), regia di Carol Reed (1947)
- Il porto delle tentazioni (Temptation Harbour), regia di Lance Comfort (1947)
- Snowbound, regia di David MacDonald (1948)
- Le avventure di Oliver Twist (Oliver Twist), regia di David Lean (1948)
- Per te ho ucciso (Kiss the Blood Off My Hands), regia di Norman Foster (1948)
- Vendico il tuo peccato (Obsession), regia di Edward Dmytryk (1949)
- L'isola del tesoro (Treasure Island), regia di Byron Haskin (1950)
- Tempesta a Liverpool (Waterfront), regia di Michael Anderson (1950)
- I tre soldati (Soldiers Three), regia di Tay Garnett (1951)
- Tom Brown's Schooldays, regia di Gordon Parry (1951)
- I miserabili (Les Miserables), regia di Lewis Milestone (1952)
- Il pirata Barbanera (Blackbeard, the Pirate), regia di Raoul Walsh (1952)
- Androclo e il leone (Androcles and the Lion), regia di Chester Erskine (1952)
- I topi del deserto (The Desert Rats), regia di Robert Wise (1953)
- Prigionieri del cielo (The High and the Mighty), regia di William A. Wellman (1954)
- Il grande flagello (The Beachcomber), regia di Muriel Box (1954)
- Il ciclone dei Caraibi (Long John Silver), regia di Byron Haskin (1954)
- Il giro del mondo in 80 giorni (Around the World in Eighty Days), regia di Michael Anderson (1956)

### Televisione
- General Electric Theater – serie TV, episodio 2x08 (1953)
- Climax! – serie TV, episodio 1x23 (1955)
- Alfred Hitchcock presenta (Alfred Hitchcock Presents) – serie TV, episodio 1x19 (1956)

## Doppiatori italiani
Nelle versioni in italiano dei suoi film, Robert Newton è stato doppiato da:
- Gaetano Verna in Fuggiasco, L'isola del tesoro
- Giorgio Capecchi in I miserabili
- Arnoldo Foà in Il pirata Barbanera
- Augusto Marcacci in Il giro del mondo in 80 giorni
- Carlo Romano in Enrico V
- Aldo Silvani in Per te ho ucciso
- Luigi Pavese in I topi del deserto